# Valfermoso de Tajuña
Valfermoso de Tajuña és un municipi de la província de Guadalajara, a la comunitat autònoma de Castella-La Manxa.